# Gentamicina
La gentamicina (en anglès: Gentamicin) és un antibiòtic aminoglucòsid que es fa servir per tractar diversos tipus d'infeccions bacterianes, particularment aquelles causades per organismes gram negatius. Tanmateix, la gentamicina no es fa servir per Neisseria gonorrhoeae, Neisseria meningitidis o Legionella pneumophila. La gentamicina també és ototòxica i nefrotòxica, essent aquesta toxicitat un problema principal en el seu ús clínic.
És sintetitzada pel gènere de bacteris gram positius Micromonospora, que és àmpliament present en el medi ambient (aigua i sòls). Per ressaltar el seu origen biològic, la gentamicina i altres antibiòtics relacionats produïts pel gènere Micromonospora (verdamicina, mutamicina, sisomicina, netilmicina, retymicina) generalment, (en anglès) acaben en ~micin i no en ~mycin. La gentamicina és un antibiòtic bactericida que funciona enllaçant la subunitat 30S del ribosoma dels bacteris interrompent la síntesi de proteïnes.
Com tots els aminoglucòsids, quan la gentamicina s'administra oralment, no és activa sistemàticament. El motiu d'això és que gairebé no s'absorbeix en l'intestí prim. S'administra intravenosament, intramuscular o tòpica per tractar infeccions, i és excretada amb l'orina. Per això, la dosi administrada s'ajusta segons l'activitat renal.
E. coli ha mostrat certa resistència a la gentamicina, malgrat ser gram negativa.
La gentamicina és un dels pocs antibiòtics estables a la calor i roman estable fins i tot després de passar per l'autoclau, cosa que la fa particularment útil en la preparació de certs medis microbiològics de creixement i en algunes cirurgies.

## Espectre d'activitat
La gentamicina és activa contra un ampli rang d'infeccions bacterianes en humans, principalment bacteris gram negatius incloent els del gènere Pseudomonas, Proteus, Serratia, i també els Staphylococcus gram positius. La gentamicina no es fa servir per Neisseria gonorrhoeae, Neisseria meningitidis o Legionella pneumophila pel risc de xoc en el pacient per l'endotoxina lípid A que es troba en certs tipus d'organismes gram negatius. La gentamicina també és útil contra Yersinia pestis, i altres relacionades i contra Francisella tularensis (l'organisma responsable de la Tularèmia que apareix sovint en els caçadors). Amb el temps els, Enterobacteriaceae, Pseudomonas spp., Enterococci, Staphylococcus auricolaris i Staphylococci han desenvolupat resistència al sulfat de gentamicina, USP en diversos graus.

## Efectes secundaris adversos
Aquests aminoglucòsids són tòxics per les cèl·lules sensorials de l'orella i l'afecten en grau variable. Com que la gentamicina és una vestibulotoxina, pot causar pèrdua permanent de la recepció d'equilibri i pot ocasionar també una pèrdua completa de l'audició.
La gentamicina també pot ser molt nefrotòxica, especialment per acumulació de la dosi al llarg del temps.
També hi pot haver símptomes psiquiàtrics els quals inclouen l'anorèxia, confusió, depressió, desorientació i al·lucinacions visuals.

## Producció
La gentamicina es produeix per la fermentació de Micromonospora purpurea. Va ser descoberta l'any 1963 per Weinstein, Wagman et al., a Schering Corporation a Bloomfield, N.J. treballant sobre mostres de sòl.
La gentamicina també es fa servir en la recerca en biologia molecular com a agent antibacterià en cultius de cèl·lules i teixits per tal d'evitar la contaminació dels cultius estèrils.